# دوري كرة القدم الغربي 1980–81
دوري كرة القدم الغربي 1980–81 (بالإنجليزية: 1980–81 Western Football League)‏ هو موسم من دوري كرة القدم الغربي ‏. فاز فيه بريدجواتر يونايتد.